# Design for Death
Pour plus de détails, voir Fiche technique et Distribution.
Design for Death est un film documentaire américain réalisé par Richard Fleischer, sorti en 1947. 
Le film se penche sur la culture du Japon pour tenter d'y trouver les origines de la Seconde Guerre mondiale. 
Le film obtient l'Oscar du meilleur film documentaire lors de la 20e cérémonie des Oscars, en 1948.

## Fiche technique
- Titre : Design for Death
- Réalisation : Richard Fleischer
- Scénario : Dr. Seuss et Helen Geisel
- Montage : Marston Fay, Elmo Williams
- Musique : Paul Sawtell
- Société de production : RKO Pictures
- Société de distribution : RKO Pictures
- Pays d'origine :  États-Unis
- Format : Noir et blanc — 35 mm — 1,37:1 — Son : Mono (RCA Sound System)
- Genre : Film documentaire, Film de guerre
- Durée : 48 minutes
- Date de sortie :
  - États-Unis : 1947

## Distribution
- Kent Smith : le narrateur (voix)
- Hans Conried : le narrateur (voix)